# 24h Le Mans 1973

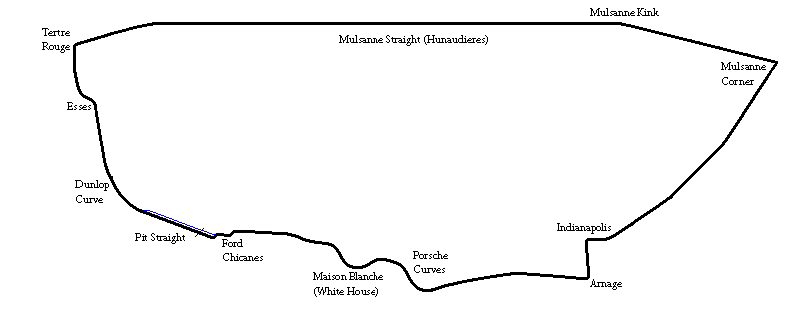
Tor Circuit de la Sarthe

24h Le Mans 1973 – 24–godzinny wyścig rozegrany na torze Circuit de la Sarthe w dniach 9–10 czerwca 1973 roku.

## Wyniki
Źródło: experiencelemans.com
| Poz. | Klasa   | Nr | Zespół                              | Kierowcy                                               | Nadwozie                | Silnik               | Okr. |
| ---- | ------- | -- | ----------------------------------- | ------------------------------------------------------ | ----------------------- | -------------------- | ---- |
| 1    | S 3.0   | 11 | Equipe Matra-Simca Shell            | Henri Pescarolo Gérard Larrousse                       | Matra-Simca MS670B      | Matra 3.0L V12       | 355  |
| 2    | S 3.0   | 16 | SpA Ferrari SEFAC                   | Arturo Merzario Carlos Pace                            | Ferrari 312PB           | Ferrari 3.0L Flat-12 | 349  |
| 3    | S 3.0   | 12 | Equipe Matra-Simca Shell            | Jean-Pierre Jaussaud Jean-Pierre Jabouille             | Matra-Simca MS670B      | Matra 3.0L V12       | 331  |
| 4    | S 3.0   | 46 | Martini Racing Team                 | Herbert Müller Gijs van Lennep                         | Porsche 911 Carrera RSR | Porsche 3.0L Flat-6  | 328  |
| 5    | S 3.0   | 3  | Escuderia Montjuich - Tergal        | Bernard Chenevière Juan Fernandez Francisco Torredemer | Porsche 908/3           | Porsche 3.0L Flat-8  | 319  |
| 6    | GT 5.0  | 39 | Automobiles Charles Pozzi           | Claude Ballot-Léna Vic Elford                          | Ferrari 365 GTB/4       | Ferrari 4.4L V12     | 316  |
| 7    | S 3.0   | 4  | Guillermo Ortega – Ecuador Marlboro | Guillermo Ortega Fausto Merello                        | Porsche 908/1           | Porsche 3.0L Flat-8  | 316  |
| 8    | GT 3.0  | 45 | Porsche Kremer Racing Team          | Paul Keller Erwin Kremer Clemens Schickentanz          | Porsche 911 Carrera RSR | Porsche 2.8L Flat-6  | 316  |
| 9    | GT 5.0  | 40 | Automobiles Charles Pozzi           | Alain Serpaggi José Dolhem                             | Ferrari 365 GTB/4       | Ferrari 4.4L V12     | 315  |
| 10   | GT 3.0  | 63 | Gelo Racing Team                    | Georg Loos Jürgen Barth                                | Porsche 911 Carrera RSR | Porsche 2.8L Flat-6  | 311  |
| 11   | T 5.0   | 51 | BMW Motorsport                      | Toine Hezemans Dieter Quester                          | BMW 3.0CSL              | BMW 3.3L I6          | 307  |
| 12   | GT +5.0 | 30 | Greder Racing Team                  | Henri Gréder Marie-Claude Charmasson                   | Chevrolet Corvette      | Chevrolet 7.0L V8    | 303  |
| 13   | GT 5.0  | 38 | North American Racing Team          | François Migault Luigi Chinetti Jr                     | Ferrari 365 GTB/4       | Ferrari 4.4L V12     | 299  |
| 14   | GT 3.0  | 48 | Porsche Sonauto BP Racing           | Peter Gregg Guy Chasseuil                              | Porsche 911 Carrera RSR | Porsche 2.8L Flat-6  | 298  |
| 15   | S 3.0   | 60 | Scuderia Brescia Corse              | Carlo Facetti Sergio Morando Teodoro Zeccoli           | Alfa Romeo Tipo 33TT3   | Alfa Romeo 3.0L V8   | 298  |
| 16   | GT 3.0  | 41 | Schiller Racing Team                | Jean Selz Florian Vetsch                               | Porsche 911 Carrera RSR | Porsche 2.7L Flat-6  | 297  |
| 17   | GT 3.0  | 42 | René Mazzia                         | Pierre Mauroy Marcel Mignot                            | Porsche 911 Carrera RSR | Porsche 2.8L Flat-6  | 290  |
| 18   | GT +5.0 | 69 | J.C. Aubriet / Écurie Léopard       | Jean-Claude Aubriet „Depnic”                           | Chevrolet Corvette      | Chevrolet 7.0L V8    | 282  |
| 19   | S 3.0   | 18 | Claude Laurent                      | Claude Laurent Martial Delalande Jacques Marché        | Ligier JS2              | Maserati 2.9L V6     | 270  |
| 20   | GT 5.0  | 34 | Écurie Francorchamps                | Jean-Claude Andruet Richard Bond                       | Ferrari 365 GTB/4       | Ferrari 4.4L V12     | 270  |
| 21   | S 3.0   | 52 | Wicky Racing Team                   | André Wicky Max Cohen-Olivar Philippe Carron           | Porsche 908/2           | Porsche 3.0L Flat-8  | 270  |

### Nie ukończyli
| Poz. | Klasa   | Nr | Zespół                           | Kierowcy                                            | Nadwozie                | Silnik                    | Okr. |
| ---- | ------- | -- | -------------------------------- | --------------------------------------------------- | ----------------------- | ------------------------- | ---- |
| 22   | S 3.0   | 15 | SpA Ferrari SEFAC                | Jacky Ickx Brian Redman                             | Ferrari 312PB           | Ferrari 3.0L Flat-12      | 332  |
| 23   | S 2.0   | 25 | Michel Dupont                    | Michel Dupont Paul Blancpain                        | Chevron B23             | Ford Cosworth FVC 1.8L I4 | 229  |
| 24   | GT 5.0  | 6  | North American Racing Team       | Sam Posey Milt Minter                               | Ferrari 365 GTB/4       | Ferrari 4.4L V12          | 254  |
| 25   | T 3.0   | 55 | Ford Motorwerke                  | Dieter Glemser John Fitzpatrick Hans Heyer          | Ford Capri RS           | Ford 3.0L V6              | 239  |
| 26   | S 3.0   | 7  | Équipe Gitanes Cigarettes France | Jean-Louis Lafosse Reine Wisell Hughes de Fierlandt | Lola T282               | Ford Cosworth DFV 3.0L V8 | 164  |
| 27   | GT 5.0  | 36 | North American Racing Team       | Lucien Guitteny Bob Grossman                        | Ferrari 365 GTB/4       | Ferrari 4.4L V12          | 192  |
| 28   | GT 5.0  | 33 | J C Bamford Excavators Ltd       | Neil Corner Willie Green                            | Ferrari 365 GTB/4       | Ferrari 4.4L V12          | 163  |
| 29   | GT 5.0  | 37 | North American Racing Team       | Rubén Luis di Palma Nestor Garcia Veiga             | Ferrari 365 GTB/4       | Ferrari 4.4L V12          | 211  |
| 30   | S 3.0   | 8  | Gulf Research Racing             | Derek Bell Howden Ganley                            | Mirage M6               | Ford Cosworth DFV 3.0L V8 | 163  |
| 31   | GT 5.0  | 56 | Shark Racing Team                | Jean-Claude Guérie Cyril Grandet                    | Ferrari 365 GTB/4       | Ferrari 4.4L V12          | 174  |
| 32   | S 3.0   | 19 | Automobiles Ligier               | Jean-Pierre Paoli Alain Couderc                     | Ligier JS2              | Maserati 3.0L V6          | 174  |
| 33   | T 5.0   | 50 | BMW Motorsport                   | Chris Amon Hans-Joachim Stuck                       | BMW 3.0CSL              | BMW 3.3L I6               | 160  |
| 34   | T 3.0   | 53 | Ford Motorwerke                  | Jean Vinatier Helmut Koinigg Gerry Birrell          | Ford Capri RS           | Ford 3.0L V6              | 152  |
| 35   | GT 3.0  | 49 | Jean Egreteaud                   | Jean Egreteaud Jean-Claude Lagniez                  | Porsche 911 Carrera RSR | Porsche 2.8L Flat-6       | 139  |
| 36   | S 2.0   | 22 | Raymond Touroul                  | Raymond Touroul Jean-Pierre Rouget                  | Porsche 910             | Porsche 2.0L Flat-6       | 142  |
| 37   | S 3.0   | 5  | Duckhams Oil                     | Alain de Cadenet Chris Craft                        | Duckhams LM (Lola T280) | Ford Cosworth DFV 3.0L V8 | 81   |
| 38   | S 3.0   | 17 | SpA Ferrari SEFAC                | Tim Schenken Carlos Reutemann                       | Ferrari 312P/B          | Ferrari 3.0L Flat-12      | 182  |
| 39   | S 3.0   | 10 | Équipe Matra-Simca Shell         | François Cevert Jean-Pierre Beltoise                | Matra-Simca MS670B      | Matra 3.0L V12            | 157  |
| 40   | S 2.5   | 26 | Sigma Automotive                 | Tetsu Ikuzawa Hiroshi Fushida Patrick Dal Bo        | Sigma MC73              | Mazda 12A 2.3L 2-Rotor    | 79   |
| 41   | GT 3.0  | 44 | Porsche Club Romand              | Jean-François Piot Peter Zbinden                    | Porsche 911 Carrera RSR | Porsche 2.8L Flat-6       | 110  |
| 42   | GT 3.0  | 78 | Jean Sage                        | Hervé Bayard René Ligonnet                          | Porsche 911 Carrera RSR | Porsche 2.8L Flat-6       | 95   |
| 43   | GT 3.0  | 43 | Max Moritz Racing Team           | Gerd Quist Manfred Laub Jürgen Zink                 | Porsche 911 Carrera RSR | Porsche 2.8L Flat-6       | 103  |
| 44   | S 3.0   | 9  | Gulf Research Racing             | Mike Hailwood John Watson Vern Schuppan             | Mirage M6               | Ford Cosworth DFV 3.0L V8 | 112  |
| 45   | S 2.0   | 21 | Pierre Maublanc                  | Pierre Maublanc Robert Mieusset                     | Chevron B23             | BMW 2.0L I4               | 90   |
| 46   | S 3.0   | 14 | Equipe Matra-Simca Shell         | Patrick Depailler Bob Wollek                        | Matra-Simca MS670B      | Matra 3.0L V12            | 84   |
| 47   | S 2.0   | 28 | Jacques Henry                    | Jacques Henry Fred Stalder Gernard Grobot           | Lola T292               | Ford Cosworth FVC 1.9L I4 | 84   |
| 48   | S 3.0   | 47 | Martini Racing Team              | Reinhold Joest Claude Haldi                         | Porsche 911 Carrera RSR | Porsche 3.0L Flat-6       | 54   |
| 49   | S 2.0   | 27 | Escuderia Montjuich              | José Juncadella Jorge de Bagration                  | Chevron B23             | Ford Cosworth FVC 1.9L I4 | 52   |
| 50   | S 3.0   | 61 | Daniel Rouveyran                 | Daniel Rouveyran Christian Mons Christian Ethuin    | Lola T280/82            | Ford Cosworth DFV 3.0L V8 | 38   |
| 51   | GT +5.0 | 29 | John Greenwood                   | John Greenwood Bob Johnson                          | Chevrolet Corvette      | Chevrolet 7.0L V8         | 37   |
| 52   | S 3.0   | 62 | Automobiles Ligier               | Guy Ligier Jacques Laffite                          | Ligier JS2              | Maserati 3.0L V6          | 24   |
| 53   | T 3.0   | 54 | Ford Motorwerke                  | Gerry Birrell Hans Heyer                            | Ford Capri RS           | Ford 3.0L V6              | 4    |
| 54   | S 2.0   | 2  | Blancpain Total Dinitrol         | Roger Dubois Christine Beckers Pierre Pagani        | Chevron B21/23          | Ford Cosworth FVC 1.8L I4 | 9    |
| 55   | T 5.0   | 58 | Wicky Racing Team                | Walter Brun Cox Kocher Jean-Pierre Aeschlimann      | BMW 3.0CSL              | BMW 3.3L I6               | 1    |